# عسوس
عَسُّوس (الاسم العلمي: Issus)، جنس حشرات ناسغة من فصيلة العسوسيات. أنواعه 29، توجد في معظم أوروبا، وفي الشرق الأدنى، وشمال أفريقيا.